# Digital Theatre System

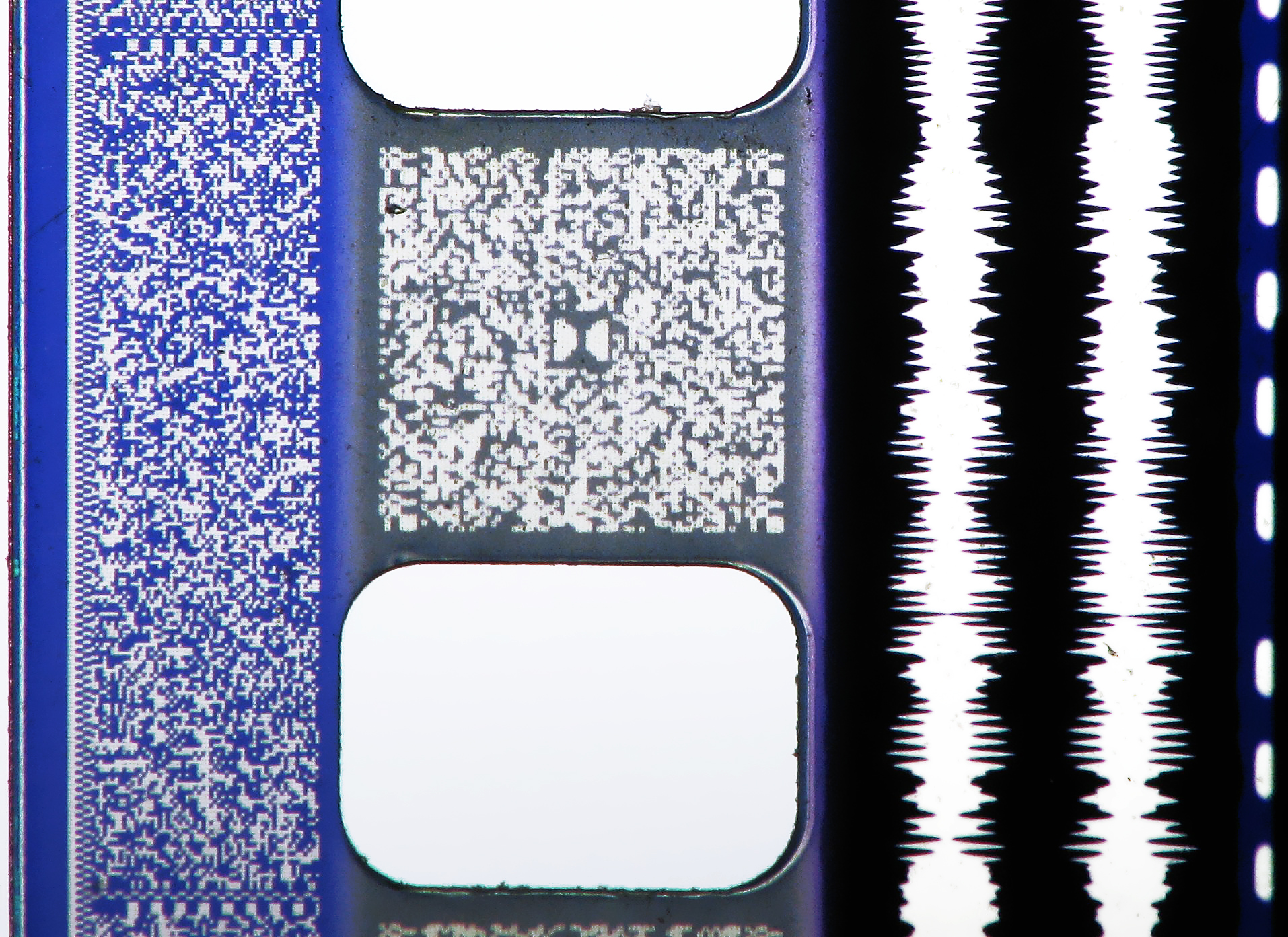
Ścieżki dźwiękowe na taśmie 35 mm: od lewej: SDDS, Dolby Digital, Dolby Stereo, kod czasowy DTS

Digital Theatre Systems (DTS) Digital Surround – system kompresji dźwięku, opcjonalnie stosowany w płytach DVD.
Technologia DTS pozwala zapisać sześć ścieżek dźwiękowych. DTS zostało wprowadzone do specyfikacji DVD w 1996.
System DTS oferuje lepszą jakość dźwięku w porównaniu z Dolby Digital dzięki wyższej prędkości przesyłu danych (maksymalnie 1,5 Mb/s; Dolby Digital – 640 kb/s), a także z powodu mniejszego stopnia kompresji (4:1 w stosunku do ok. 11:1 dla Dolby Digital).
W oparciu o DTS w 1999 roku powstał nowy format DTS-ES, który umożliwia rozszerzenia planu lokalizacji dźwięków do 360 stopni poprzez tylne głośniki efektowe. Jest on kompatybilny z konwencjonalnym formatem DTS.